# Ubberup Højskole
Ubberup Højskole var en dansk folkehøjskole som lå i Ubberup øst for Kalundborg. Skolen blev grundlagt i 1899 og lukkede i 2025. Højskolen havde i en periode fokus på livsstil og vægttab. TV 2-programserien Livet er fedt som blev optaget på Ubberup Højskole fra omkring år 2000, havde gjort skolen kendt.

## Historie
Axel Jarl tog initiativ til højskolen i 1897. Han købte en nedlagt fattiggård og gik i gang med at indrette den til højskolebrug. Han kunne ikke færdiggøre projektet da han blev indlagt på Middelfart Sindssygehospital fordi han var homoseksuel, hvilket på det tidspunkt blev betragtet som en sindssygdom. Skolen åbnede i 1899 med Jannik Lindbæk som den første forstander. I skolens første omkring 70 år var det udelukkende en skole for kvinder, og det var en sygeplejehøjskole fra 1939 til 1972. Derefter havde skolen fag som  psykologi og jazzmusik og var for begge køn. Ubberup Højskole skiftede sit fokus til vægttab da den i 1999 havde svært ved kunne få elever nok. Skolen lukkede 2. januar 2025 fordi den igen ikke kunne få elever nok til at fortsætte drifteń. Ifølge skolen skyldtes elevmangelen, at sociale medier havde gjort personlig udvikling mere tilgængelig fra hjemmet, og at ny slankemedicin havde skabt mere konkurrence for måder at opnå vægttab.
Thorvald Bindesbøll tegnede højskolens gymnastikhus i 1898.

## Kendte forstandere
- Jannik Lindbæk 1899-1909[6]
- Harald Balslev 1909-1930[6]
- Finn Abrahamowitz 1989-1995[7]